# Advance Auto Parts
Advance Auto Parts, Inc. är ett amerikanskt bolag som är USA:s näst största detaljhandelskedja för försäljning av reservdelar och andra tillbehör till motordrivna fordon. Advance har fler 6 600 butiker i 49 amerikanska delstater, Puerto Rico, Jungfruöarna och Kanada och hade år 2016 en omsättning på omkring $9,6 miljarder.